# La esclava turca

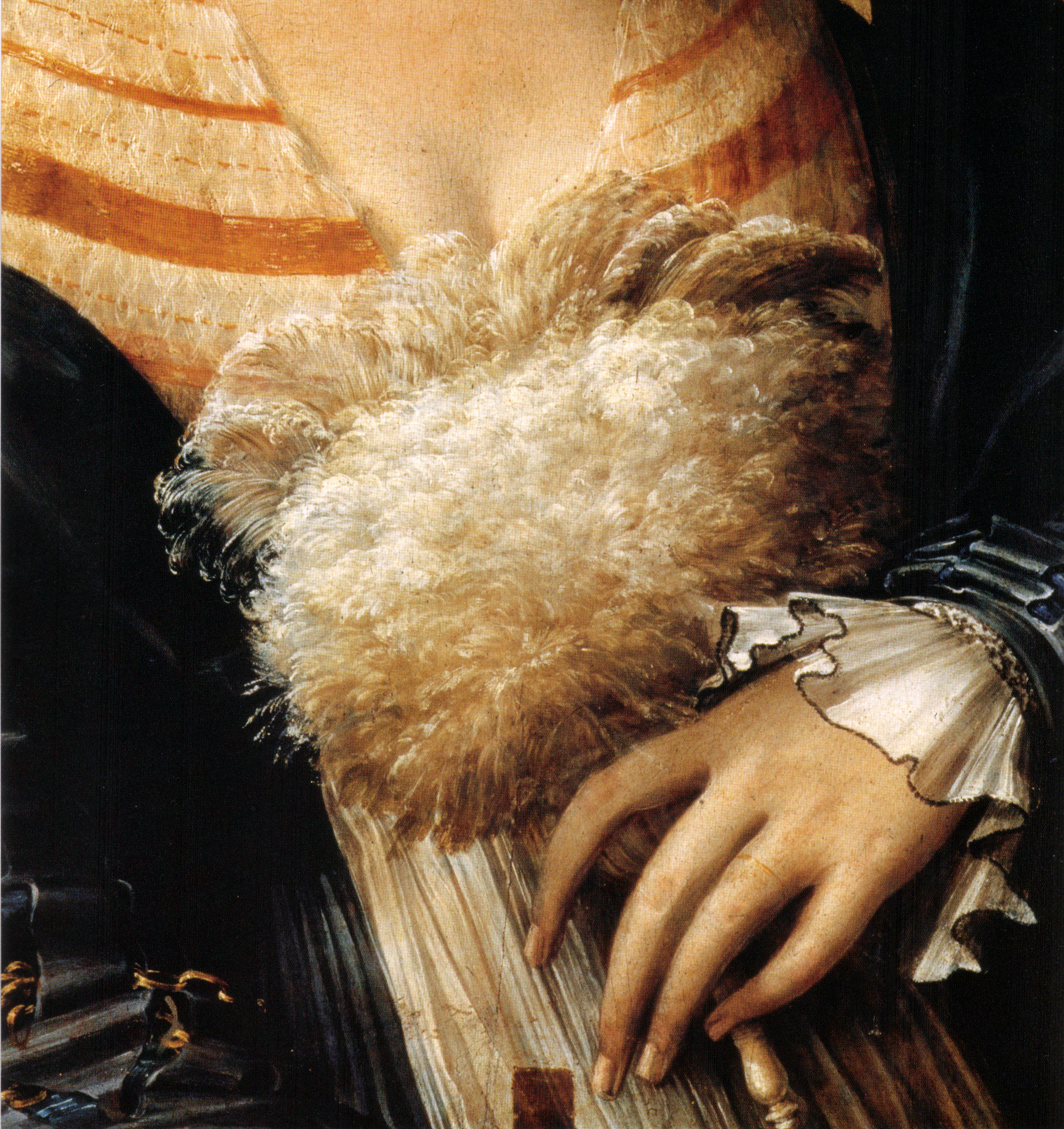
Detalle del abanico de plumas, del traje y del anillo de oro.

La esclava turca es una pintura al óleo sobre tabla (67 cm x 53 cm) de Parmigianino, datada hacia 1532 aproximadamente y conservada en la Galería Nacional de Parma. El título se debe a la mala interpretación del tocado de la dama como un turbante, en realidad es un balzo, un tocado en forma de rosquilla usado por las damas nobles italianas a principios del siglo XVI y presente también en otros muchos retratos femeninos contemporáneos.

## Historia
La obra ya en la colección del cardenal Leopoldo de Médicis, pasó en 1675 a los Uffizi, legada al guardarropa mediceo. Citada en los inventarios de 1704 y de 1890, es recordada en este último como "retrato de joven mujer con turbante en la cabeza, con la izquierda sostiene un penacho, de la mano de Parmigianino".  El 5 de septiembre de 1928 fue cedida a la Galería de Parma a cambio de dos tablas del siglo XIII: la tabla de San Cenobio asignada al maestro del Bigallo proveniente de la catedral de Florencia y comprada por Fernando de Borbón a través del marqués Alfonso Tacoli Canacci (hoy en el Museo de la Opera del Duomo), y el Redentor de Meliore. Además del cuadro de Parmigianino llegaron a la Galería de Parma también el Retrato de la familia ducal de Giuseppe Baldrighi y un cuadro con Ruinas romanas asignado a Hubert Robert.
En 1968 fue restaurado y publicado por Ghidiglia Quitavalle. En esa ocasión se retiró el fondo oscuro encontrando debajo otro también uniforme pero color grisáceo. Tal intervención fue criticada por Alessandro Conti (1981), que consideró el fondo oscuro una modificación posterior autógrafa del pintor, aduciendo su compatibilidad con el contorno de la figura y su presencia en las copias del siglo XVI.

## Descripción y estilo
El título de "La esclava turca" procede del curioso tocado que durante siglos se vio como un turbante, pero en realidad habitual entre las damas nobles italianas de principios del siglo XVI, presente en numerosos otros retratos femeninos de la misma época.
Una joven de cabello castaño y grandes ojos verdes aparece retratada de medio cuerpo con mirada maliciosa, luciendo un vestido de seda azul oscuro con mangas abullonadas y el amplio escote velado por un fino canesú rayado en naranja y dorado.
En el regazo se aprecia el zinale, un ligerísimo y plisado delantal, que se ve también en el retrato de Antea. En la cabeza lleva el característico tocado en forma de rosca, la "capigliara" o balzo, constituido por una red de hilos de oro, decorada, en el centro, por un medallón con Pegaso, metáfora de la iniciación amorosa y poética, o quizás una referencia heráldica a la familia Cavalli: entonces de moda, el balzo fue inventado por Isabel de Este y presente en numerosos retratos femeninos de las primeras décadas del mil quinientos en el área lombarda y padana.
Una mano de largos dedos ahusados, típica del autor, lleva un fino anillo de oro (indicativo de que la joven podría ser una recién casada) y sostiene un abanico de plumas plasmadas con gran virtuosismo.
El retrato se cuenta entre los más expresivos, así como el más conocido, del artista: la maliciosa sensualidad de la retratada se ve reforzada por la mirada fija en el espectador, la sonrisa ambigua y la habilidad compositiva de los ritmos curvilíneos que enmarcan la figura. La pose ligeramente inclinada da sensación de tridimensionalidad.
Entre las propuestas de identificación, Julia Gonzaga de Mantua al momento de su matrimonio con Vespasiano Colonna o la poetisa Veronica Gambara, que Parmigianino conoció personalmente.